# Котлован
Котлован е негативна форма на релефа с антропогенен произход. Формирането на котловани се получава при изкопна минно-добивна дейност по открит способ. Стените са стъпаловидни, а площта му може да е повече от 1 km2.
В руския език котлован се използва за изкоп, яма за полагане на основи на сграда (т.нар. фундамент).